# Platycerota spilotelaria
Platycerota spilotelaria là một loài bướm đêm trong họ Geometridae.